# 五股区

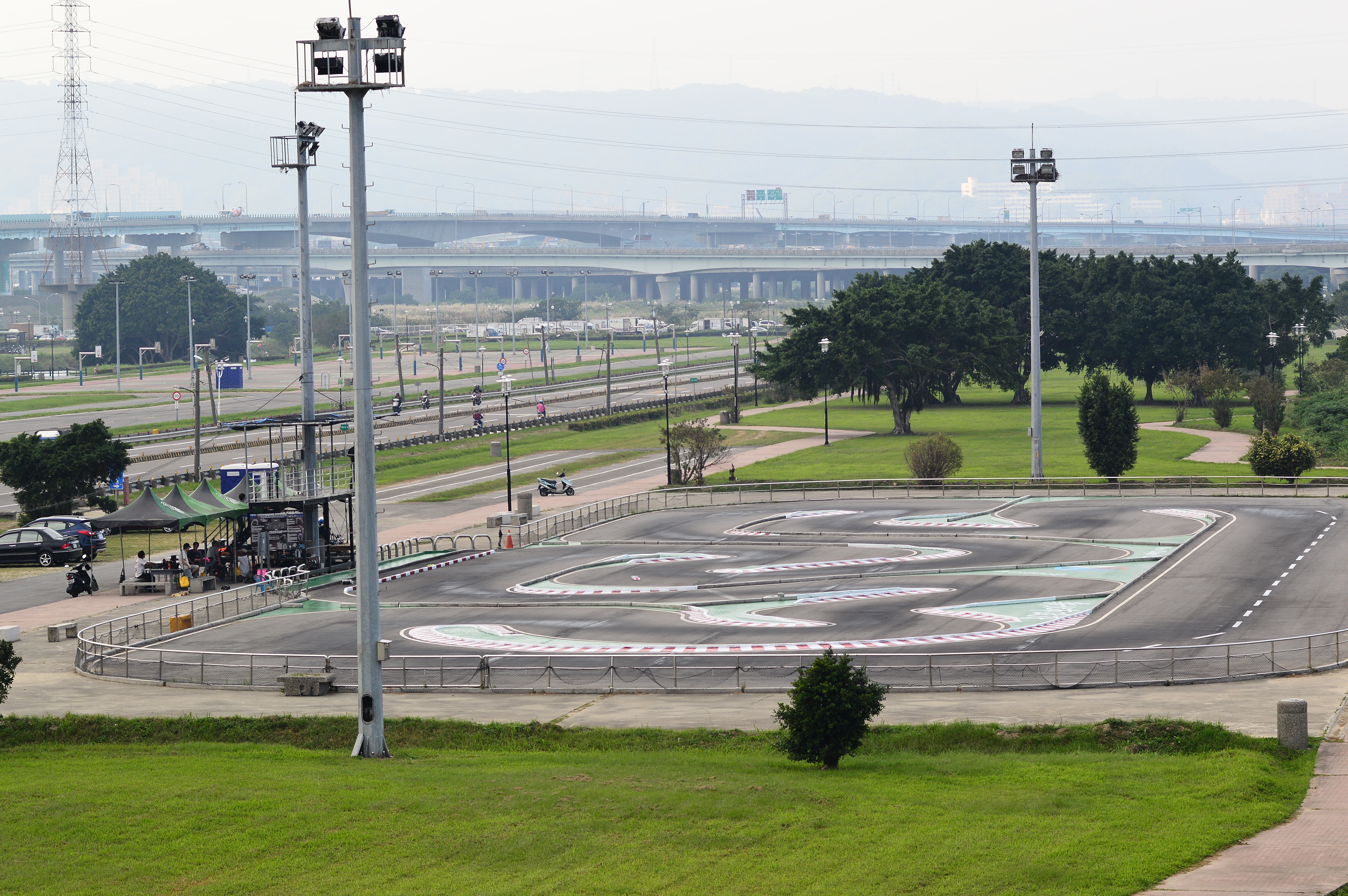
大台北都会公園のRCカーレース場。遠くに見える高架道路は高速道路1号と台64線

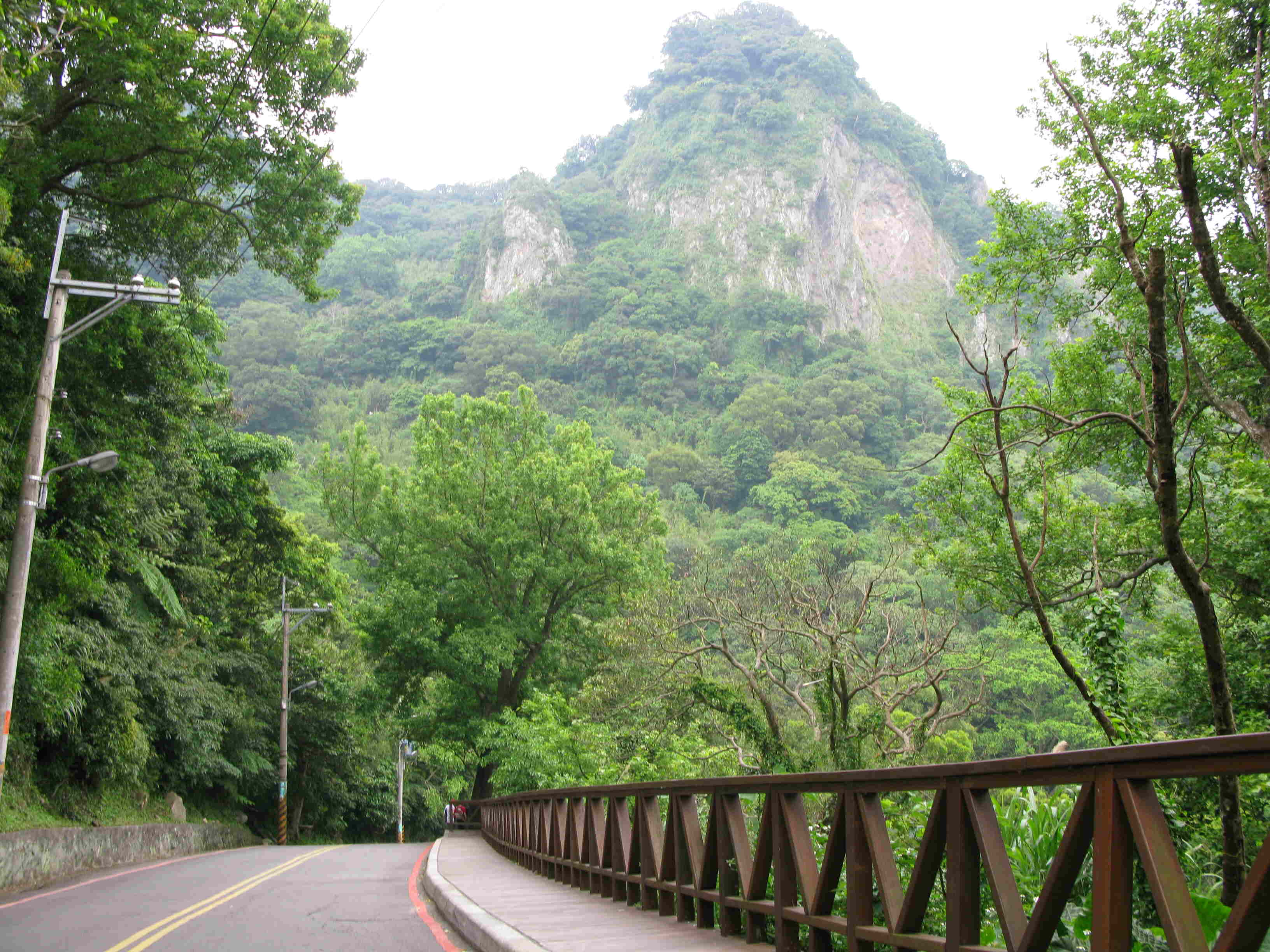
楞厳閣付近の道路から望む観音山

五股区（ウーグー/ごこ-く）は、台湾新北市の市轄区。域内に新北産業園区（旧五股工業区）を有し、台北市に隣接した立地条件を活かした工業団地として発展している。工業団地は五権路と五工路の名称を冠した道路により整然と区画が整理され、高層建築の工場内部に多くの中小企業が同居しているのが特徴である。

## 地理
新北市に属する三重区、蘆洲区及び新荘区の北側に面しており、台北市からは、高速道路で直結している。
南部の新北産業園区周辺は、中小企業の工場や事業所か数多く存在しているが、住居や商業施設は少ない。一方、高速道より北側は、山に面していて緑も多く、住居も数多く存在する。
五股地区には、二重疏洪道と呼ばれる河川がある。普段は水は流れておらず、土手に囲まれた内側には、道路や運動公園などがあって住民に開放されているが、洪水発生の可能性が高い場合には、淡水河からの水を流すことになっており、台北市の近くを流れる淡水河のバイパスの役目を果たしている。
近い将来、五股區を経由する台北捷運環状線や桃園機場捷運などの開業が予定されている。

## 歴史
五股の旧名は「五穀坑」である。これは最初にこの地に入植した漢人5名が協力して開拓に当ったことに由来している。清の道光年間に客家人、閩南人の入植が進み地名も簡略化され「五穀」と称されるようになり、更に入声の消失によって「五股」と表記されるようになり現在に至っている。
1767年、巡検がこの地に設けられ、五股坑、八里坌、貴子坑がその管轄下に置かれた。清代を通じて大きな変化は無く、1895年に日本の支配下に置かれると台北県滬尾（淡水）弁務署の管轄となった。1920年、台湾全島に州、郡、街、庄の制度が設置されると五股は台北州新荘郡管轄となった。当時より更寮、新塭の2庄を併せて五股庄と称されるようになり、1945年の戦後に五股郷として独立した行政区域を表す名称に採用された。2010年12月25日には台北県が新北市に改編されたことに伴い五股区と改編され現在に至っている。

## 行政区
| 里 |
| --- |
| 五股里、五福里、六福里、陸一里、五龍里、成徳里、成州里、成功里、成泰里、更寮里、興珍里、徳音里、水碓里、徳泰里、貿商里、福徳里、観音里、集福里、集賢里、民義里 |

## 教育
| 区分 | 数 | 名称                                                                                |
| ---- | -- | ----------------------------------------------------------------------------------- |
| 大学 | 0  | -                                                                                   |
| 高中 | 0  | -                                                                                   |
| 高職 | 0  | -                                                                                   |
| 国中 | 1  | 新北市立五股国民中学                                                                |
| 国小 | 4  | 新北市立成洲国民小学 新北市立更寮国民小学 新北市立徳音国民小学 新北市立五股国民小学 |

## 観光地

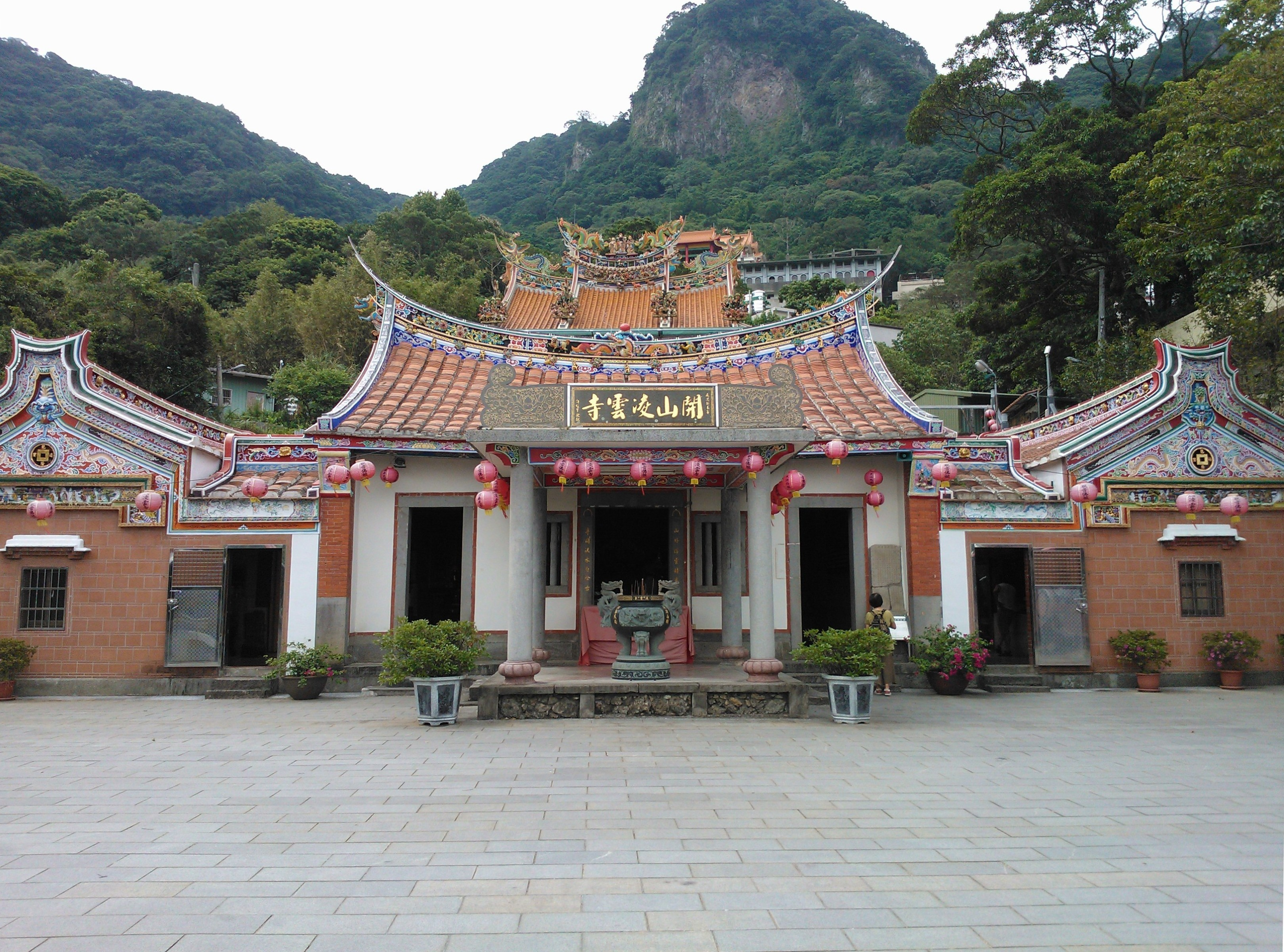
開山凌雲寺

- 観音山
- 開山凌雲寺（中国語版）
- 五股西雲寺（中国語版）